# Drepananthus filiformis
Drepananthus filiformis är en kirimojaväxtart som först beskrevs av Suzanne Ast och som fick sitt nu gällande namn av Siddharthan Surveswaran och Richard M.K. Saunders. 
Drepananthus filiformis ingår i släktet Drepananthus och familjen kirimojaväxter. Inga underarter finns listade i Catalogue of Life.